# Трансцендентність (Halo)
Трансцендентність (Transcendence) — дев'ятий і заключний епізод першого сезону американського воєнного науково-фантастичного серіалу «Halo». Епізод написав Джонатан Лібесман, сценарист — Стівен Кейн. Перший показ відбувся 19 травня 2022 року.

## Зміст
Макі тікає разом з артефактом на зорельоті Ковенанту «Фантом», захопленому ККОН (Космічне Командування Об'єднаних Націй) під час місії «Срібного загону» на Мадригалі. Кетрін Голзі, бачачи, що артефакт втрачено, намагається врятуватися сама з Межі. Джон-117 переконує решту «Спартанців», що Кетрін вчинила злочин, але вже запізно. Лише Кай-125 встигає проникнути на зореліт Голзі, та вчена евакуюється в рятувальній капсулі. Невдовзі втікачку заарештовують в околицях.
Джон-117 при допомозі Кортани обраховує, куди полетіла Макі та вирушає туди ж з іншими «Спартанцями». Подолавши небезпечну зону космосу, команда виявляє планету Гесдурос, де стоїть храм Ковенанту. Макі бере участь у церемонії поєднання обидвох частин артефакту. Пророки Ковенанту обговорюють між собою, що — коли Гало піднесе їх до рівня богів, вони уб'ють Макі, як і всіх людей.
Коли «Спартанці» штурмують храм, з-під нього з'являється величезна ворожа армія. Джон-117 ледве не гине і Макі, бачачи це, торкається до артефакта. Це створює хвилю, що розкидає усе довкола та запускає показ зоряної карти, котра веде до Гало. Джон-117 намагається зупинити Макі, але вона переконана, що це її з Джоном доля. Обрана випадково замикає Чіфа у стазисі. Тоді Кай-125 стріляє в Макі, карта лишається незавершеною. Пророки наказують схопити «Спартанця» живим.
Під натиском ворожої армії Джон-117 просить Кортану взяти його тіло під контроль. Вона застерігає, що це може бути смертельно, і неохоче погоджується. Кортані в тілі суперсолдата вдається знищити багато воїнів Ковенанту й забрати артефакт.
Тим часом виявляється, що Голзі замінила себе клоном. А справжня Кетрін готує втечу й продовження своїх планів «удосконалити» людство.
«Спартанці» вирушають додому. Кай-125 запитує в Джона-117 чи це все ще він, але Чіф не відповідає.

## Сприйняття та відгуки
Станом на квітень 2025 року на сайті «IMDb» серія отримала 8,2 бала підтримки з можливих 10 при 5559 голосах користувачів.
У огляді «Den of Geek» Меган Кроуз проставлено 3 зірки із 5 та в огляді зазначено: «Телесеріал „Halo“ нарешті знову став схожим на відеогру. Це не означає, що даний епізод хороший. Прокляття адаптації відеоігор залишається присутнім, і тут важко копати під поверхнею. Плаваюча фінальна екшн-сцена одночасно захопила (знову) і вразила, відкривши двері до другого сезону. Який… може включати або не включати справжнє кільце „Halo“?»
Оглядач «IGN» Джессі Шеден писав: «З моменту прем'єри жодна серія не приділяла стільки уваги відтворенню вигляду та відчуття матчу Halo Firefight. Не тільки зброя та вороги, але навіть саме середовище виглядає прийшлим прямо з ігор. Природно, що пристрасть до ігор має свої плюси і мінуси. Спостерігати за перестрілкою цікаво, але це ще одне нагадування про те, що шоу усе ще має серйозні обмеження щодо спецефектів. Не кажучи вже про те, що використання перспективи від першої особи швидко стає застарілим. Це новинка, яка насправді не служить корисній меті оповіді.»
Оглядачка «Deadline.com» Александра Дель Розаріо зазначала: «„Halo“ оговтується від суперечливого моменту насиченим екшен-фіналом, який нагадує ігри та прокладає новий шлях вперед для Джона, Кортани, Голзі та інших — у 2-й сезон.»

## Знімались
| Актор                       | Роль                 |
| --------------------------- | -------------------- |
| Пабло Шрайбер               | Чіф                  |
| Шабана Азмі                 | адміралка Парангоскі |
| Наташа Кулзак               | Різ-028              |
| Олів Грей                   | Міранда Кейс         |
| Єрін Ха                     | Кван                 |
| Бентлі Калу                 | Ваннак-134           |
| Кейт Кеннеді                | Кей-125              |
| Чарлі Мерфі                 | Макі; Благословенна  |
| Денні Сапані                | Джейкоб Кейєс        |
| Джен Тейлор                 | Кортана              |
| Бокім Вудбайн               | Сорен-066            |
| Наташа Мак-Елгон            | Кетрін Голзі         |
| Джуліан Бліш                | Милосердя            |
| Карл Джонсон                | Істина               |
| Гілтон Мак-Рей              | Жаль                 |
| Раян Макпарланд             | Адун                 |
| Густаво Чіанг               | Такач                |
| Оладапо Олуватосін Окунлола | Чоксі                |